# Xã Dead Lake, Quận Otter Tail, Minnesota
Xã Dead Lake (tiếng Anh: Dead Lake Township) là một xã thuộc quận Otter Tail, tiểu bang Minnesota, Hoa Kỳ. Năm 2010, dân số của xã này là 494 người.